# Torrent de Muro
El Torrent de Muro o Torrent de Vinagrella és un torrent de Mallorca que neix per la confluència del torrent d'Almadrà i el torrent de Solleric i desemboca a l'Albufera. La seva conca hidrogràfica abasta uns 350 km² i comprèn tot el vessant sud de la Serra de Tramuntana dels Tossals Verds i l'Estorell fins al Puig Major, la vall d'Orient i Alaró, a més d'una part del Pla.
Aquest torrent és fonamental per al manteniment de l'equilibri ecològic del Parc Natural de l'Albufera, perquè aporta una part important de l'aigua que alimenta aquest ecosistema i no només és essencial per la biodiversitat de la zona, sinó també per al control de les aigües i l'evacuació d'aigües pluvials durant les temporades de pluges fortes.

## Denominació
Com és habitual en els torrents de Mallorca, és un torrent que rep diversos noms al llarg del seu recorregut. Així, el naixement, que és a confluència dels torrents de Solleric i d'Almadrà, és vora la possessió de Son Bordils, i el torrent s'anomena torrent de Son Bordils. Més endavant, en passar per Son Marget (a Llubí) rep el nom de torrent de Son Marget, i a la vora de Vinagrella rep el nom de torrent de Vinagrella. Finalment, una vegada entrat dins el terme de Muro rep el nom de torrent de Muro.

## Recorregut
El torrent de Muro se sol considerar la confluència dels torrents d'Almadrà i de Solleric, anomenats també, en el moment de confluir, torrent del Rafal Garcès i torrent de Sencelles o torrent de Pina; aquesta confluència es produeix vora la possessió de Son Bordils (Inca). Al cap de dos meandres, pel marge dret rep les aigües de la torrentera de Ca l'Hereu o del Castell d'Amors, que ve de Costitx. A continuació passa per Corbera (Sineu) i Son Marget i voreja la vila de Llubí per continuar cap a Vinagrella. Dins el terme de Muro rep les torrenteres de Son Blai (marge dret) i de les Fontanelles (marge esquerre), la qual, al seu torn, recull les aigües del torrent d'Inca o de Mandrava, que provenen de Biniamar i travessen la vila d'Inca per davall la Gran Via de Colom. Ja amb el nom de torrent de Muro voreja aquesta vila i es dirigeix cap a l'Albufera, on conflueix amb el torrent de Sant Miquel per formar el Canal Gran o de Siurana.